# Aliança Federal Democràtica del Sudan
L'Aliança Federal Democràtica del Sudan AFDS (The Sudan Federal Democratic Alliance SFDA) és un partit polític sudanès de base fur. Fou fundat el 5 de febrer de 1994 pel fur Ahmed Ibrahim Diraige, antic membre del l'Umma, parlamentari a l'assemblea constituent (1965-1969), ministre de Treball i Cooperatives (1966-1967), governador de la regió del Darfur (1980-1983), que fou perseguit per Gaafar al-Nimeiry després de 1983 i es va haver d'exiliar, fins al 1985. Després del cop d'estat d'al-Bashir va treballar contra el règim i el 1994 va formar el grup que va ingressar a l'Aliança Nacional Democràtica.
Diraige es declarava liberal i demòcrata, i radicalment oposat al govern del Front Nacional Islàmic considerant legitima qualsevol opció per acabar amb el règim d'Omar al-Beshir, proposant pel país una estructura federal àmpliament descentralitzada en la que els partits tradicionals no haurien de tenir cap paper. Disposava de forces limitades al "sector central". Les seves accions es van anar quedant reduïdes al Darfur. El 2003 va fer un pacte amb el Front d'Alliberament de Darfur que no va tenir aplicació. El 2006 el Moviment d'Alliberament del Sudan de Minni Mindawi, un dels llavors dos grups principals del Darfur, de majoria fur, va signar a Abuja un acord de pau amb el govern (5 de maig) i els altres dos grups que operaven sobre el terreny (el Moviment de la Justícia i la Igualtat MJI -de majoria zaghawa- i l'Aliança Federal Democràtica del Sudan) es van aliar en contra i van formar a Asmara el Front Nacional de Redempció (NRF o FNR) el juny del 2006, al que també va entrar Khamis Abdalla Abakr, dissident del Moviment d'Alliberament del Sudan. Ahmed Diraige en fou designat president. El document fou signat per Khalil Ibrahim del MJI, Khamis Abdalla pel MAS-Abdalla i Ahmed Ibrahim Dirage i Sharif Harir per la AFDS. L'Aliança no va durar gaire però Diraige seguia com a president el 2010 i sembla que l'AFDS havia esdevingut el braç militar i el FNR en braç polític.